# Liste der Konzerte Haydns
Die Konzerte Joseph Haydns sind im Hoboken-Verzeichnis den Abschnitten VII, XIII und XVIII zugeordnet. Einzelne davon waren für befreundete Musiker bestimmt, beispielsweise die Violinkonzerte für den Konzertmeister des Esterházy-Orchesters Luigi Tomasini oder das Trompetenkonzert für Anton Weidinger. 

## Konzerte fürVioline
- Hob. VIIa:1 C-Dur für Violine solo, 2 Violinen, Viola und Bass (vor 1765)
- Hob. VIIa:2 D-Dur für Violine solo, 2 Violinen, Viola und Bass (2 Oboen, 2 Hörner) (1765, verloren)
- Hob. VIIa:3 A-Dur für Violine solo, 2 Violinen, Viola, Violone (2 Oboen?) und 2 Hörner (vor 1770)
- Hob. VIIa:4 G-Dur für Violine solo, 2 Violinen, Viola und Bass (1769)

Weitere Konzerte (Hob. VIIa:A1/B1/B2/D1/G1) sind nicht authentisch, stammen nicht von Joseph Haydn.

## Konzerte fürVioloncello
- Hob. VIIb:1 C-Dur (verm. zw. 1761 und 1765)
- Hob. VIIb:2 D-Dur (1783)

- Hob. VIIb:3 C-Dur ist verloren oder (wahrscheinlicher) mit Hob VIIb:1 identisch.

Zwei weitere von Hoboken unter den echten Werken eingeordnete Konzerte stammen nicht von Haydn:
- Hob. VIIb:4 D-Dur (von Giovanni Battista Costanzi, 1750er)
- Hob. VIIb:5 C-Dur (veröffentlicht 1899 von David Popper, angeblich als Vervollständigung auf Basis von Skizzen Haydns, vermutlich aber gänzlich von Popper komponiert)

Bereits von Hoboken als unecht wurde das Konzert Hob. VIIb:g1 eingeordnet.
Nachweis: Joseph Haydn. Werke, hrsg. vom Joseph Haydn-Institut Köln. Reihe III, Band 2, Konzerte für Violoncello und Orchester, hrsg. v. Sonja Gerlach, München 1981 (zu den unechten Konzerten s. im Kritischen Bericht S. 128–130)

## Konzerte fürBaryton
Es sind 3 Konzerte für Baryton (italienisch: Viola di bordone) bekannt, aber nicht erhalten.
- Hob. XIII:1 D-Dur (vor 1770)
- Hob. XIII:2 D-Dur (vor 1770) (Nr. 2a und 2b, daher werden oft vier Konzerte genannt)
- Hob. XIII:3 für 2 Barytons D-Dur (vor 1770)

## Konzert fürKontrabass
- Hob. VIIc:1 D-Dur (verloren)

## Konzerte fürHorn
- Hob. VIId:1 Hornkonzert D-Dur (1765, verloren)
- Hob. VIId:2 Konzert für 2 Hörner Es-Dur (vor 1760, verloren)
- Hob. VIId:3 Hornkonzert D-Dur ("Concerto per il Corno di caccia", 1762)
- Hob. VIId:4 Hornkonzert D-Dur (unecht, nicht von Haydn; möglicherweise von Michael Haydn, 1767)
- Hob. VIId:5 Konzert für 2 Hörner Es-Dur (unecht, nicht von Haydn; möglicherweise von Antonio Rosetti, 1784)

## Konzert fürTrompete
- Hob. VIIe:1 Es-Dur ("Concerto per il Clarino", 1796)

## Konzert fürFlöte
- Hob. VIIf:1 D-Dur (vor 1780?, verloren)
- Hob. VIIf:D1 D-Dur (um 1760, von Leopold Hofmann).

## Konzert fürOboe
- Hob VIIg:C1 C-Dur (unecht, nicht von Haydn; möglicherweise von Ignaz Malzat, 1790?)

## Konzerte für 2 „Lyra organizzata“
für 2 Lyren solo, 2 Violinen, Viola, Bass und 2 Hörner
- Hob. VIIh: 1 C-Dur (1786)
- Hob. VIIh: 2 G-Dur (1786)
- Hob. VIIh: 3 G-Dur (1786)
- Hob. VIIh: 4 F-Dur (1786)
- Hob. VIIh: 5 F-Dur (1786)

Dies sind eher Kammerkonzerte für 9 Instrumente (2 Lyren, 2 Hörner, 2 Violinen, 2 Violen und Bass).

## Konzerte für Tasteninstrumente
Die Konzerte Hob. XVIII:1, 2, 5, 8, vermutlich auch 10, sind für Orgel bestimmt (aber meist als Konzerte für Cembalo überliefert), Hob. XVIII:6 ist ein Doppelkonzert mit Violine und Orgel, Hob. XVIII:7 ein nicht von Haydn stammendes Arrangement des Klaviertrios Hob. XV:40 (mit einem abweichenden, nicht von Haydn stammenden, langsamen Satz) Hob. XVIII:9 stammt entgegen Hobokens Einordnung (wie die bereits von Hoboken als unecht eingestuften Konzerte Hob. XVIII:Es1/F1/F2/F3/G1/G2) nicht von Haydn. Die Konzerte Hob. XVIII:3 und 4 sind für Cembalo bestimmt. Einzig bei dem späten Konzert XVIII:11 ist zu erwägen, ob es bereits für Hammerklavier gedacht war. 
- Hob. XVIII:1 Orgelkonzert C-Dur (1756) 1. Allegro moderato 2. Largo 3. Allegro molto
- Hob. XVIII:2 Orgelkonzert D-Dur (1765–1767) 1. Allegro moderato 2. Adagio 3. Allegro
- Hob. XVIII:3 Klavierkonzert (Cembalo) F-Dur (1765–1767) 1. Allegretto 2. Largo 3. Presto
- Hob. XVIII:4 Klavierkonzert (Cembalo) G-Dur (1770) 1. Allegro moderato 2. Adagio 3. Rondo Presto
- Hob. XVIII:5 Orgelkonzert C-Dur (vor 1763; unsichere authentizität, möglicherweise Georg Christoph Wagenseil zuzuschreiben) 1. Moderato (bzw. Allegro moderato) 2. Andante 3. Allegro
- Hob. XVIII:6 Doppelkonzert für Violine und Orgel F-Dur (1766) 1. Allegro moderato 2. Largo 3. Allegro
- Hob. XVIII:7 Klavierkonzert (Cembalo) F-Dur (1766; unsichere authentizität, möglicherweise Georg Christoph Wagenseil zuzuschreiben, stammende Bearbeitung des Klaviertrios Hob.XV:40 mit einer anderen langsamen Bewegung) 1. Moderato 2. Adagio 3. Allegro
- Hob. XVIII:8 Orgelkonzert G-Dur (vor 1766; unsichere authentizität, möglicherweise Leopold Hofmann zuzuschreiben) 1. Allegro moderato 2. Adagio 3. Finale, Allegro
- Hob. XVIII:9 Klavierkonzert (Cembalo) G-Dur (vor 1767; unsichere authentizität) 1. Allegro 2. Adagio 3. Tempo di Menuetto
- Hob. XVIII:10 Orgelkonzert C-Dur (vor 1771) 1. (ohne Tempobezeichnung) 2. Adagio 3. Allegro
- Hob. XVIII:11 Klavierkonzert (Hammerklavier?) D-Dur (1782) 1. Vivace 2. Un poco Adagio 3. Rondo all'Ungarese. Allegro assai